# Toxorhynchites camaronis
Toxorhynchites camaronis är en tvåvingeart som beskrevs av Ribeiro 1991. Toxorhynchites camaronis ingår i släktet Toxorhynchites och familjen stickmyggor. Inga underarter finns listade i Catalogue of Life.